# Powiat szczecinecki

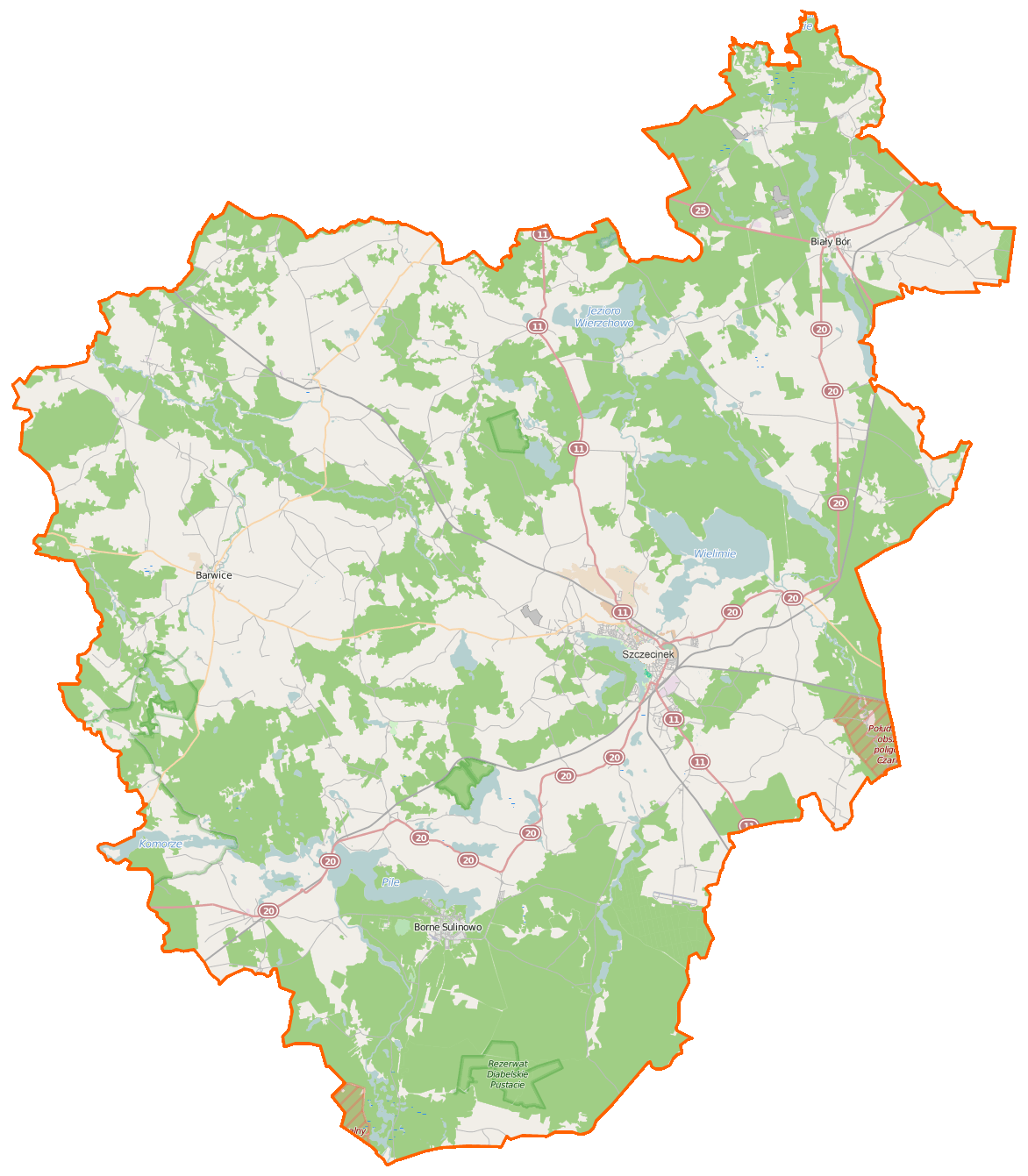
Mapa powiatu

Powiat szczecinecki – powiat w północno-zachodniej Polsce, w woj. zachodniopomorskim, utworzony w 1999 roku w ramach reformy administracyjnej. Jego siedzibą jest miasto Szczecinek.
W skład powiatu wchodzą gminy:
- miejska Szczecinek
- miejsko-wiejskie: Barwice, Biały Bór, Borne Sulinowo
- wiejskie: Grzmiąca, Szczecinek
- miasta: Szczecinek, Barwice, Biały Bór, Borne Sulinowo

Według danych z 31 grudnia 2019 roku powiat zamieszkiwało 77 630 osób. Natomiast według danych z 30 czerwca 2020 roku powiat zamieszkiwały 77 394 osoby.

## Położenie
Według danych z 1 stycznia 2009 powierzchnia powiatu szczecineckiego wynosi 1765,39 km².
Powiat położony jest na Pojezierzach: Szczecineckim i Drawskim. Duże znaczenie dla turystyki wodnej i wypoczynkowej posiadają licznie występujące jeziora (w tym największe: Wierzchowo i Wielimie). Obecny jest także przemysł. Południowa część gminy Borne Sulinowo jest niezamieszkana, jest to pozostałość po radzieckim poligonie zlikwidowanym w 1993 r.

## Demografia
Według danych z 31 grudnia 2019 roku powiat szczecinecki zamieszkiwało 77 630 osób.

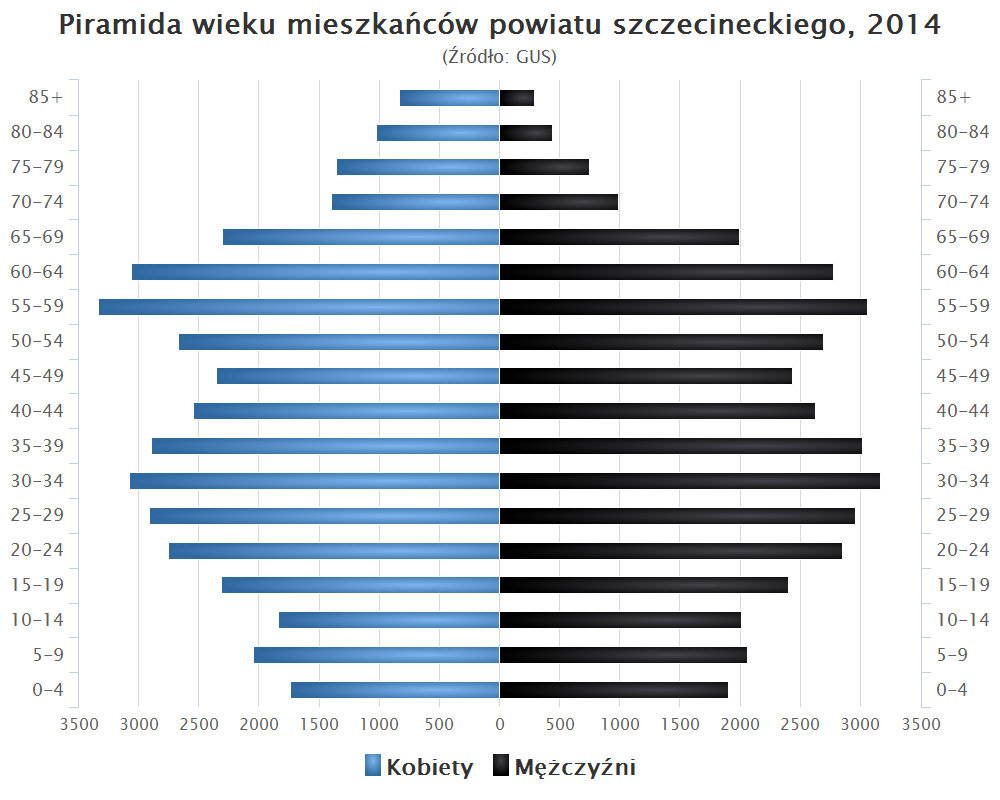
Piramida wieku mieszkańców powiatu szczecineckiego w 2014 roku

Liczba ludności (dane z 30 czerwca 2005):
|        | Ogółem | Ogółem | Kobiety | Kobiety | Mężczyźni | Mężczyźni |
| osób   | %      | osób   | %       | osób    | %         |           |
| ------ | ------ | ------ | ------- | ------- | --------- | --------- |
| Ogółem | 77 331 | 100    | 39 633  | 51,25   | 37 698    | 48,75     |
| Miasto | 48 924 | 63,27  | 25 676  | 33,20   | 23 248    | 30,06     |
| Wieś   | 28 407 | 36,73  | 13 957  | 18,05   | 14 450    | 18,69     |

▶Wieś vs ▶miasto
Ogółem (▶k, ▶m)
Miasto (▶k, ▶m)
Wieś (▶k, ▶m)

## Gospodarka
W końcu września 2019 liczba zarejestrowanych bezrobotnych w powiecie szczecineckim obejmowała ok. 3,4 tys. mieszkańców, co stanowi stopę bezrobocia na poziomie 13,8% do aktywnych zawodowo.
Przeciętne wynagrodzenie pracownicze w październiku 2008 r. wynosiło 2471,05 zł, przy liczbie zatrudnionych pracowników w powiecie szczecineckim – 11 862 osoby. Przeciętne wynagrodzenie w sektorze publicznym wynosiło 3018,46 zł, a w sektorze prywatnym 2109,41 zł.
W 2013 r. wydatki budżetu samorządu powiatu szczecineckiego wynosiły 92,4 mln zł, a dochody budżetu 89,3 mln zł. Zadłużenie (dług publiczny) samorządu według danych na IV kwartał 2013 r. wynosiło 35,4 mln zł, co stanowiło 39,7% dochodów.

## Transport
- Linie kolejowe:
  - czynne: Kołobrzeg – Poznań Gł. (przez Grzmiącą i Szczecinek), Runowo Pomorskie – Chojnice (przez Łubowo i Szczecinek) oraz Szczecinek – Ustka (przez Biały Bór).
  - nieczynne, istniejące: Świdwin – Grzmiąca (przez Barwice) oraz Łubowo – Borne Sulinowo.
  - nieczynne, nieistniejące: Polanów – Grzmiąca.
- Drogi:
  - krajowe: 11: Kołobrzeg – Bytom (przez Szczecinek), 20: Stargard – Gdynia (przez Szczecinek i Biały Bór) oraz 25: Bobolice – Oleśnica (przez Biały Bór).
  - wojewódzkie: 171: Bobolice – Czaplinek (przez Grzmiącą i Barwice), 172: Połczyn-Zdrój – Szczecinek (przez Barwice) oraz 201: Gwda Mała – Barkowo.

## Bezpieczeństwo
W 2009 r. wskaźnik wykrywalności sprawców przestępstw stwierdzonych w powiecie szczecineckim wynosił 84,0%. W 2009 r. stwierdzono w powiecie m.in. 180 kradzieży z włamaniem, 18 kradzieży samochodów, 73 przestępstw narkotykowych.
Powiat szczecinecki jest obszarem właściwości Prokuratury Rejonowej w Szczecinku i Prokuratury Okręgowej w Koszalinie.
Na terenie powiatu działa 7 jednostek Ochotniczej Straży Pożarnej włączonych do krajowego systemu ratowniczo-gaśniczego. Istnieje jednostka ratowniczo-gaśnicza przy Komendzie Powiatowej Państwowej Straży Pożarnej w Szczecinku.

## Administracja
| Gminy                                               | Liczba radnych | Liczba wyborców w 2006 |
| --------------------------------------------------- | -------------- | ---------------------- |
| miasto Szczecinek                                   | 10             | 12 781                 |
| gmina Barwice, gmina Borne Sulinowo, gmina Grzmiąca | 6              | 7 163                  |
| gmina Biały Bór, gmina Szczecinek                   | 3              | 6 518                  |
| Razem (Σ)                                           | 19             | 62 180                 |

Siedzibą władz powiatu jest miasto Szczecinek. Organem uchwałodawczym jest Rada Powiatu Szczecineckiego, w której skład wchodzi 19 radnych.
Gminy powiatu szczecineckiego są obszarem właściwości Sądu Rejonowego w Szczecinku i Sądu Okręgowego w Koszalinie. Powiat szczecinecki jest obszarem właściwości miejscowej Samorządowego Kolegium Odwoławczego w Koszalinie.
Mieszkańcy powiatu szczecineckiego wybierają radnych do Sejmiku Województwa Zachodniopomorskiego w okręgu nr 4. Posłów na Sejm wybierają z okręgu wyborczego nr 40, senatora z okręgu wyborczego nr 100, a posłów do Parlamentu Europejskiego z okręgu wyborczego nr 13.

## Sąsiednie powiaty
- powiat drawski
- powiat świdwiński
- powiat białogardzki
- powiat koszaliński
- powiat bytowski (pomorskie)
- powiat człuchowski (pomorskie)
- powiat złotowski (wielkopolskie)